# Wacław Frankowski (żołnierz)
Wacław Tadeusz Frankowski (ur. 31 stycznia 1896 w Łodzi, zm. w kwietniu 1940 w Katyniu) – porucznik saperów rezerwy Wojska Polskiego, działacz niepodległościowy, inżynier, ofiara zbrodni katyńskiej.

## Życiorys
Urodził się w rodzinie Władysława i Kazimiery z Leopoldów. Absolwent Wydziału Inżynierii Lądowej Politechniki Warszawskiej. Członek Strzelca. Żołnierz I Brygady Legionów, walczył nad Styrem, Stochodem i pod Kostiuchnówką. W 1919 ciężko ranny pod Baranowiczami.
W 1923 był oficerem rezerwowym 4 pułku piechoty Legionów. Zweryfikowany w stopniu porucznika ze starszeństwem z dniem 1 czerwca 1919 i 1659. lokatą w korpusie oficerów rezerwowych piechoty. W 1934 roku pozostawał w ewidencji Powiatowej Komendy Uzupełnień Warszawa Miasto III. Posiadał przydział do 8 batalionu saperów w Toruniu. Był wówczas sklasyfikowany z 77. lokatą na liście starszeństwa oficerów rezerwy inżynierii i saperów. Mieszkał w Warszawie przy ul. Smolnej 19.
W kampanii wrześniowej w 8 batalionie saperów. Wzięty do niewoli przez Sowietów, osadzony najpierw w obozie w Szepietówce (stan z 2 listopada 1939) a potem przeniesiony do obozu jenieckiego w Kozielsku (stan na 20.01.1940). Między 19 a 21 kwietnia 1940 przekazany do dyspozycji naczelnika smoleńskiego obwodu NKWD – lista wywózkowa  036/1, poz. 89, nr akt 3756 z 16.04.1940. Został zamordowany między 20 a 22 kwietnia 1940 przez NKWD w lesie katyńskim. Zidentyfikowany podczas ekshumacji prowadzonej przez Niemców w 1943, zapis w dzienniku ekshumacji pod datą 05.06.1943. Przy szczątkach znaleziono akt nadania, wizytówkę i protokół. Figuruje na liście AM–270–4028 i liście Komisji Technicznej PCK pod numerem 04028. Nazwisko Frankowskiego znajduje się na liście ofiar (pod nr 4028) opublikowanej w Gońcu Krakowskim nr 201 i w Nowym Kurierze Warszawskim nr 181 z 1943. W Archiwum Robla pamiętnik – kalendarzyk terminowy na rok 1939 por. Tadeusza Domagały, w kopercie podpisanej: kapitan Zygmunt Biernacki (teczka nr. 0216), w którym jest wspomniany (bez podania imienia) Frankowski pod datami 02.11.1939 i 20.01.1940.
5 października 2007 minister obrony narodowej Aleksander Szczygło mianował go pośmiertnie na stopień kapitana. Awans został ogłoszony 9 listopada 2007, w Warszawie, w trakcie uroczystości „Katyń Pamiętamy – Uczcijmy Pamięć Bohaterów”.

## Odznaczenia
- Krzyż Niepodległości – 10 grudnia 1931 „za pracę w dziele odzyskania niepodległości”[11][5][12]
- Krzyż Walecznych dwukrotnie[2]
- Krzyż Kampanii Wrześniowej – pośmiertnie 1 stycznia 1986[13]
- Odznaka Pamiątkowa Więźniów Ideowych[14]